# Nørre Tranders Sogn
Nørre Tranders Sogn er et sogn i Aalborg Østre Provsti (Aalborg Stift).
I 1800-tallet var Nørre Tranders Sogn et selvstændigt pastorat. Det hørte til Fleskum Herred i Ålborg Amt. 
I 1904 blev Vejgaard Kirke opført, og i 1924 blev Vejgaard Sogn udskilt fra Nørre Tranders Sogn. I 1929 blev Rørdal Kirke opført, og Rørdal blev et kirkedistrikt i Nørre Tranders Sogn. I 2010 blev Rørdal Kirkedistrikt udskilt som det selvstændige Rørdal Sogn.
Vejgaard Sogn hørte stadig til Nørre Tranders sognekommune. Fra 1913 var der socialdemokratisk flertal i sognerådet bl.a. på grund af de mange tilflyttede arbejdere fra Aalborg Portland. I 1950 blev den inkl. Vejgaard og Rørdal indlemmet i Aalborg købstad, som ved kommunalreformen i 1970 blev kernen i Aalborg Kommune.
I Nørre Tranders Sogn ligger Nørre Tranders Kirke.
I sognet findes følgende autoriserede stednavne:
- Bratbjerg (areal)
- Bredhage (areal)
- Mjel (bebyggelse)
- Nørre Tranders (bebyggelse, ejerlav)
- Rørdal (bebyggelse, ejerlav)
- Sølyst (bebyggelse)
- Øster Sundby (bebyggelse, ejerlav)
- Øster Uttrup (bebyggelse, ejerlav)